# Tage Thompson
Tage Thompson (Phoenix, Arizona, 30 de octubre de 1997), apodado Tommy Dangles, es un jugador profesional estadounidense de hockey sobre hielo que se desempeña en la posición de extremo derecho en Buffalo Sabres, equipo de la National Hockey League (NHL).

## Carrera
Fue seleccionado en la primera ronda en la NHL Entry Draft de 2016. En 2017 hizo su debut profesional con el equipo St. Louis Blues, en el cual jugó una temporada (2017-2018), después pasó a Buffalo Sabres, donde lleva jugando seis temporadas.